# Riaville
Riaville é uma comuna francesa na região administrativa de Grande Leste, no departamento de Meuse. Estende-se por uma área de 3,36 km². Em 2010 a comuna tinha 45 habitantes (densidade: 13,4 hab./km²).